# Gobius strictus
Gobius strictus — вид риб з родини бичкових (Gobiidae). Демерсальна, морська риба, сягає 6,5 см довжиною. Мешкає на глибинах 25-40 м у Середземномор'ї: біля берегів Мальорки, Меліл'ї, Марокко і в Адріатиці.